# Erick
Erick – miasto w Stanach Zjednoczonych, w stanie Oklahoma, w hrabstwie Beckham.